# 坐水凳

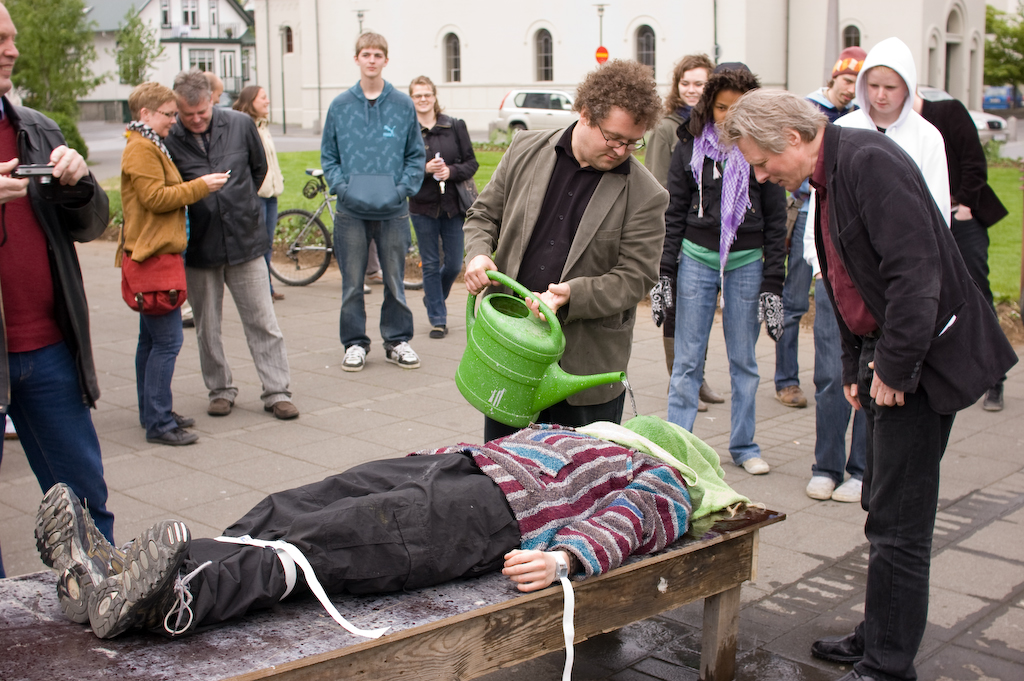
2008年5月，当時任美国国务卿康多莉扎·赖斯访问冰岛时，示威者进行的抗议

坐水凳（英語：waterboarding）俗称貼加官，是水刑的一種，可用於偵訊嫌犯，自古即在使用，有些國家視其為刑求而禁用，一些國家例如美國則尚未視其為刑罰，而被允許使用。2004年由于《拷问备忘录》被泄露，美国实施坐水凳的行为被世界广泛得知。然而美国政府高官多次表明，坐水凳并非一项折磨。直至2006年，美国小布什政府禁止对犯罪嫌疑人实施坐水凳。2014年美国中央情报局解密说明，实行“强化审问技术”（即刑讯）并不能获得更多有效情报，或得到嫌疑人的配合。

## 方式
偵訊者會命令被偵訊者躺在一張特製的長凳，此種長凳為腳部略高於頭部，固定其雙手雙腳，在頭部蓋上布後，在頭部持續澆水。如此會讓被偵訊者產生溺水的錯覺而心生恐懼，以達到吐實的目的。

## 歷史
在15世紀，西班牙宗教裁判所對於異端分子即採用此方式審問。16世紀時，法國法律將坐水凳列入法式標準審問法（Torturae Gallicae Ordinariae）中。1623年安汶大屠殺發生後，荷蘭東印度公司亦採用此法審問嫌犯。
第二次世界大戰時，日本皇軍佔領新加坡後，亦以此法審問嫌犯。納粹德國時的蓋世太保亦使用之。於第二次世界大戰後，在阿爾及利亞、智利及柬埔寨等國家，許多人亦接受過此法審問。
而美國中央情報局於九一一襲擊事件後，亦多次使用此方法審問基地組織的成員。

## 爭議
由於坐水凳不像鞭打等會在身上留下可辨識的傷痕，因此美國官方僅視其為「極限審問」，但國會及民間視其為刑求。英裔美籍政治評論家克里斯托弗·希欽斯（Christopher Hitchens）在2008年8月號的《浮華世界》雜誌上發表文章，陳述親身坐水凳的恐怖體驗。他說：「相信我，這當然是刑求。假如坐水凳不構成刑求，那就沒有什麼可以叫做刑求了。」

## 傷害
雖然坐水凳不在身上留下可辨識的傷痕，但有些受偵訊者在過程中會因為嗆到水甚至吸入性肺炎而受傷害。另外有些人因此導致心理方面的傷害，例如無法淋浴，下雨時會驚恐等。

## 出現過的場景
在電影《狡兔計畫》中曾出現美國中央情報局審訊人員對犯人執行坐水凳的過程。
坐水凳曾出现在《侠盗猎车手5》中的主线任务中，作为一种玩家可选择的刑求方式。
在韓國電視劇《第五共和國》中，坐水凳是保安司西冰庫分室對犯人常用的審問手段之一。
在香港電視劇《飛虎II》中曾出現停職CIB探員鍾韋恩（鍾嘉欣飾演）對盡雞手下執行坐水凳的過程。

## 外部連結
- Hitchens, Christopher. . 浮華世界. 2008-08  [2014-12-12]. （原始内容存档于2015-01-15）.